# Tremorfa
Tremorfa är en förort och community i östra delen av Cardiff i Wales. Den är belägen 2,5 km 
från Cardiffs centrum.
Tremorfa community bildades den 1 december 2016 genom en utbrytning från Splott civil parish.